# Attilio Micheluzzi
Pour les articles homonymes, voir Micheluzzi.
Attilio Micheluzzi, aussi connu sous le pseudonyme Igor Arzbajeff, né à Umag (Istrie) le 11 août 1930 et décédé à Naples le 20 septembre 1990, est un auteur italien de bande dessinée.

## Biographie
Issu d'une famille de militaires, Attilio Micheluzzi a grandi entre l'Afrique et l'Italie. Architecte de formation, il s'est lancé dans la bande dessinée au tout début des années 1970, sous le pseudonyme d' « Arzbajeff », du nom d'une de ses grand-mères. Son œuvre se caractérise par une grande érudition historique et un style graphique qui l'apparente à Milton Caniff. Dessinateur réaliste, « il privilégie la limpidité de la narration aux prouesses graphiques ».

## Œuvre
- Pirates, Aventures et Voyages :
  1.  Rik Erik - Tortue verte, 1977
  2.  Rik Erik - Opération Barreto, 1978
  3. Gwenn - La poursuite infernale, 1978
  4. Gwenn - Série noire, 1979
  5.  Le corsaire noir - Le serment, 1979
  6.  Cap'tain Erik - Pour une poignée de lingots, 1981
  7. Un président pour Jessica, 1981
  8.  Enterrement à Merengué, 1982
  9.  La mer des Sargasses, 1982
  10.  Ariane - À l'abordage, 1984
- Yataca :
  1.  Des sardines qui valent de l'or !!, Aventures et Voyages, 1979
  2. Les guerrières de Balkis, Aventures et Voyages, 1979
  3.  La vallée des guerrières, Aventures et Voyages, 1979
  4.  Le monstre du Kivu, Aventures et Voyages, 1980
  5. Le Dieu blanc, Aventures et Voyages, 1980

Intégrale, Mosquito, 2003.
- Rosso Stenton :
  1. Shanghai, Éditions du Cygne, 1983. Réédition Mosquito, 2004[2].
  2. Deux Gouttes de sang dans la neige, Magic Strip, 1990
  3. La Longue Nuit, Magic Strip, 1991
  4. Yellow Christmas, Magic Strip, 1991
- Marcel Labrume, Les Humanoïdes Associés :
  1. Que tu es beau Marcel, t'es un salaud Marcel, 1983
  2. À la recherche des guerres perdues, 1983
- L'Homme du Tanganyika, Aventures et Voyages, 1984
- Air mail, Dargaud :
  1. Air mail, 1984
  2. Dry week-end, 1985
  3. Palmer special number one, 1986
- Johnny Focus :
  1. Johnny Focus grand reporter du XXe siècle, Kesselring, 1985
  2. La piste de Mombasa, Kesselring, 1985
  3. Destination Téhéran, Artefact, 1985
- Pétra chérie, Les Humanoïdes Associés, 1985
- L'Homme du Khyber, Christian Chalmin, 1986
- Mermoz, Kesselring, 1987
- Bab El-Mandeb, Casterman, septembre 1988
- Roy Mann (dessin), avec Tiziano Sclavi (scénario), Comics USA, coll. « Spécial USA », 1990.
- Titanic, Casterman, 1990
- Sibérie, Casterman, 1991
- Afghanistan, Mosquito, 2003[3].

## Récompenses
- 1980 : Prix Yellow-Kid du dessinateur italien, pour l'ensemble de son œuvre
- 1984 : Alfred du meilleur album au festival d'Angoulême pour Marcel Labrume, t. 2[4]
- 2011 : Prix du patrimoine au festival d'Angoulême pour la réédition de Bab El-Mandeb par Mosquito[5]